# Paul Lederlin
Pour les articles homonymes, voir Lederlin.
Paul Lederlin, né le 8 mai 1868 à Rothau (Bas-Rhin) et mort le 11 mars 1949 à Paris (Seine), est un industriel du textile dans les Vosges, sénateur des Vosges puis sénateur de la Corse.

## L'héritier d'Armand Lederlin
Il est le second enfant d'Armand Lederlin, industriel protestant du textile, et d'Adèle Lobstein. Après des études à Paris et à l'Institut polytechnique de Lausanne, il succède à son père à la tête de la Blanchisserie et Teinturerie de Thaon (BTT), qu'il développe et qui prend des participations dans d'autres entreprises hors des Vosges, dans l'Ouest de la France et dans la région lyonnaise. Il est administrateur de nombreuses sociétés et actionnaire de plusieurs journaux, dans les Vosges - le quotidien spinalien L'Express de l'Est, qu'il fonde en 1921, avant de le revendre en 1936 au groupe de presse de Raymond Patenôtre  - et à Paris, L'Ère nouvelle, racheté en octobre 1925, L'Œuvre et Le Quotidien. Il devient actionnaire et membre du conseil d'administration de l'affaire bancaire d'Albert Oustric, et se retrouve donc compromis dans le scandale qui éclate en 1929.
Au cours des années 1920, un procès retentissant l'oppose à un autre industriel du textile, Marcel Boussac. Ils sont défendus par deux avocats, qui sont aussi deux députés socialistes éminents : Joseph Paul-Boncour et Léon Blum.
En 1932, son groupe industriel, en difficulté, est racheté par la famille lyonnaise Gillet.
Il épouse en 1892 Olga Skouratoff, princesse Belski, et a quatre enfants : Paulette, Serge, Paul Alexandre, dit Sacha, qui fut aussi maire de Thaon-les-Vosges, et Jean-Yves. Il divorce en 1918 et se remarie avec Marthe Hatt, en 1919.

## Élu local et sénateur
Il est maire de Thaon à la suite de son père, en 1919. Il est élu au Sénat le 11 janvier 1920, comme candidat radical. Il s'inscrit au groupe de la Gauche démocratique radicale et radicale-socialiste. En 1925, il est battu aux cantonales dans le canton de Bains-les-Bains par un de ses anciens employés, Louis Guillon, qui l'avait déjà battu en 1924 aux municipales à Thaon. Il ne se représente pas au Sénat en 1927.
En 1930, compromis par l'affaire Oustric, sans doute désireux de retrouver l'immunité parlementaire, il cherche à se faire élire en Corse. Il est élu le 11 mai sénateur de la Corse, après une coûteuse campagne. Il est réélu en 1938 avec l'aide de la droite. Il siège au groupe de la Gauche démocratique. Il ne prend pas part au vote des pleins pouvoirs à Philippe Pétain.
Paul Lederlin possédait une propriété, le château des Goélands, à Saint-Guénolé, et un yacht de luxe qui faisait régulièrement escale à Kérity ou à Saint-Guénolé. Il prêta dans la décennie 1930 de l'argent à plusieurs pêcheurs locaux afin de leur permettre d'acheter un bateau de pêche.

## Décorations
- Commandeur de la Légion d'honneur
- Officier de la Légion d'honneur
- Chevalier de la Légion d'honneur
- Grand officier du Nichan-Iftikhar
- Officier de l'Instruction publique
- Chevalier de l'ordre du Mérite agricole

### Sources et bibliographie
- Jean El Gammal (dir. ), Les parlementaires lorrains de la IIIe République, Metz, Ed. Serpenoise, 2006, p. 379-380
- Claude Ferry, La blanchisserie et teinturerie de Thaon 1872-1914, Nancy, Presses universitaires de Nancy, 1992
- Serge Berstein, Histoire du Parti radical, Presses de la Fondation nationale des sciences politiques, 1982
- Jean-Paul Pellegrinetti, Ange Rovère, La Corse et la République : la vie politique de la fin du second empire au début du XXIe siècle, Paris, Seuil, 2004
- Hubert Bonin, Les banques françaises de l'entre-deux-guerres (1919-1935), Plage, 2000
- Pascal-Raphaël Ambrogi, Jean-Pierre Thomas, Paul Poncet, Dictionnaire des parlementaires de la Gauche démocratique et du Rassemblement démocratique et social européen, 1891-2001, Atlantica, 2001
- « Paul Lederlin », dans le Dictionnaire des parlementaires français (1889-1940), sous la direction de Jean Jolly, PUF, 1960 [détail de l’édition]
- Nicolas Stoskopf, Éric Tisserand et Gilles Grivel, « Lederlin, Paul », dans Patrick Cabanel et André Encrevé, Dictionnaire biographique des protestants français de 1787 à nos jours, t. 3 H-L, Paris, Les Éditions de Paris / Max Chaleil, 2022 (ISBN 9782846213332), p. 697-698